# Feng Kun
Dans ce nom chinois, le nom de famille, Feng, précède le nom personnel.
Kun Feng (chinois simplifié : 冯坤 ; chinois traditionnel : 馮坤 ; pinyin : Féng Kūn) est une joueuse chinoise de volley-ball née le 28 décembre 1978 à Pékin. Elle mesure 1,82 m et joue passeuse. Elle totalise 310 sélections en équipe de Chine.

## Clubs
| Club                  | Pays   | De        | À         |
| --------------------- | ------ | --------- | --------- |
| Beijing               | Chine  | 1996-1997 | 2007-2008 |
| Asystel Volley Novara | Italie | 2008-2009 | 2008-2009 |

## Palmarès

### Équipe nationale
- Jeux olympiques (1)
  - Vainqueur : 2004
- Grand Prix Mondial (1)
  - Vainqueur : 2003
  - Finaliste : 2001, 2002, 2007
- Coupe du monde (1)
  - Vainqueur : 2003
- World Grand Champions Cup (1)
  - Vainqueur : 2001
- Championnat d'Asie et d'Océanie (3)
  - Vainqueur : 2001, 2003, 2005
  - Finaliste : 2007

### Clubs
- Coupe de la CEV (1)
  - Vainqueur : 2009

### Récompenses individuelles
- Coupe du monde de volley-ball féminin 2003:Meilleure passeuse.
- Jeux olympiques d'été de 2004: Meilleure passeuse et MVP.
- Grand Prix Mondial de volley-ball 2005: Meilleure passeuse.
- World Grand Champions Cup féminine 2005: Meilleure passeuse.
- Coupe de la CEV féminine 2008-2009: Meilleure passeuse.